# Ordos-Kultur
| Paläolithische Kulturen Chinas | Paläolithische Kulturen Chinas |
| ------------------------------ | ------------------------------ |
| Paläolithikum                  |                                |
| Xihoudu-Kultur                 | 1270000 BP                     |
| Ordos-Kultur                   | 50000–35000 BP                 |
| Xiachuan-Kultur                | 24000–16000 BP                 |
| Xiaonanhai-Kultur              | 22650–21650 BP                 |
| Tongliang-Kultur               | 24450 ± 850 BP                 |
| Maomaodong-Kultur              | 14600±1200 BP                  |
| Fulin-Kultur                   |                                |
| Kehe-Kultur                    |                                |
| Dingsishan-Kultur              |                                |
| Gezidong-Kultur                |                                |
| Miaohoushan-Kultur             |                                |
| Donggutuo-Kultur               |                                |
| Xiaochangliang-Kultur          |                                |
| Shilongtou-Kultur              |                                |
| Shuicheng-Kultur               |                                |
| Shuidonggou-Kultur             |                                |
| Yanbulaq-Kultur                |                                |
| Mittelsteinzeit                |                                |

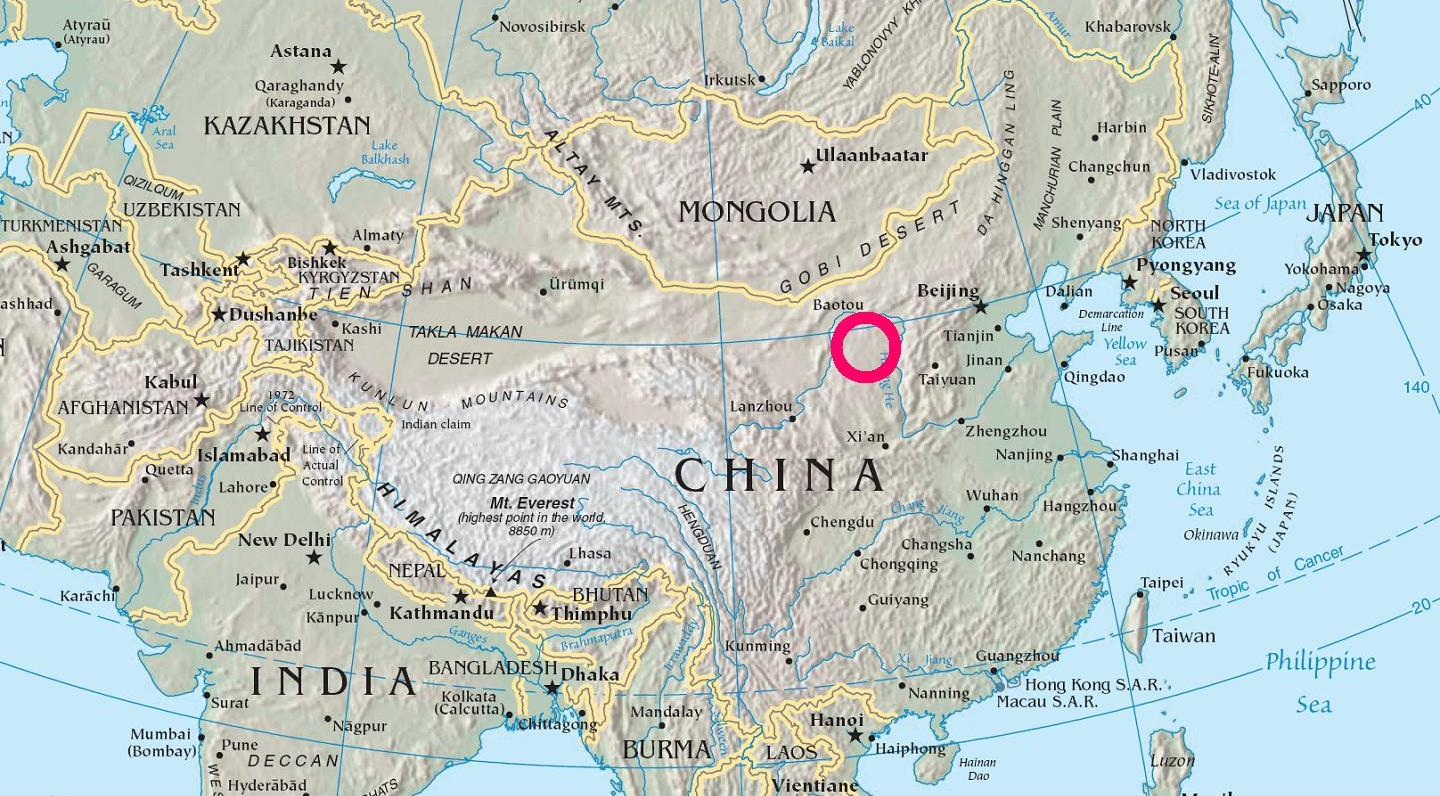
Fundorte der Ordos-Kultur

Die Ordos-Kultur ist eine archäologische Kultur des oberen Paläolithikums bis zur Bronzezeit im Bereich des Ordos-Plateaus im Süden der inneren Mongolei (China, rund 300 km vom modernen Peking entfernt). Die Bevölkerung des Ordos war vorwiegend ostasiatisch, was aus ihren Skelettresten und Artefakten geschlossen wird. Über die Jahrhunderte können jedoch zahlreiche Einflüsse von Menschen mit europäischen Merkmalen auf diese eingewirkt haben, bevor dieses Land von Qin und Han erobert wurde.

## Prähistorisches Volk

### Altsteinzeit
Die Ordos-Kultur ist seit dem Jungpaläolithikum dokumentiert. Die Fundorte ihrer Werkzeuge lassen auf Levalloistechnik bei der Herstellung ihrer Hacken und Steinwerkzeuge schließen, die denen in Zhoukoudian gefundenen stark ähneln. Vermutlich verfügte die Bevölkerung des Ordos über ein großes Wissen in altsteinzeitlicher Technik, denn es konnten Klingen von bis zu 15 cm Länge ausgegraben werden.
Der Kultur zugeordnet werden hominine Fossilien aus der Fundstätte Salawusu („Ordos-Mensch“, auch: „Hetao-Mensch“), deren Alter auf 140.000 bis 70.000 Jahre geschätzt wird.

### Jungsteinzeit
Eine der Kulturen, die in der Jungsteinzeit das Ordos-Plateau besiedelten, ist die Zhukaigou-Kultur, die auf 2200 bis 1500 v. Chr. datiert wird. Jüngere genetische Untersuchungen von menschlichen Überresten, die in 327 Gräbern gefunden wurden, zeigen, dass diese Bevölkerung eng mit den Yinniugou verwandt war, so wie einige moderne Bevölkerungsgruppen, etwa die Daur oder die Ewenken. Archäologische Funde dieser Kultur sind denen der älteren Xiajiadian-Kultur sehr ähnlich. Diese dürften die Anfänge der Entwicklung des Schlangen-Muster-Designs bei Waffen und jener Darstellungsformen von Tierartefakten bilden, die später als Ordos-Stil bekannt wurden.

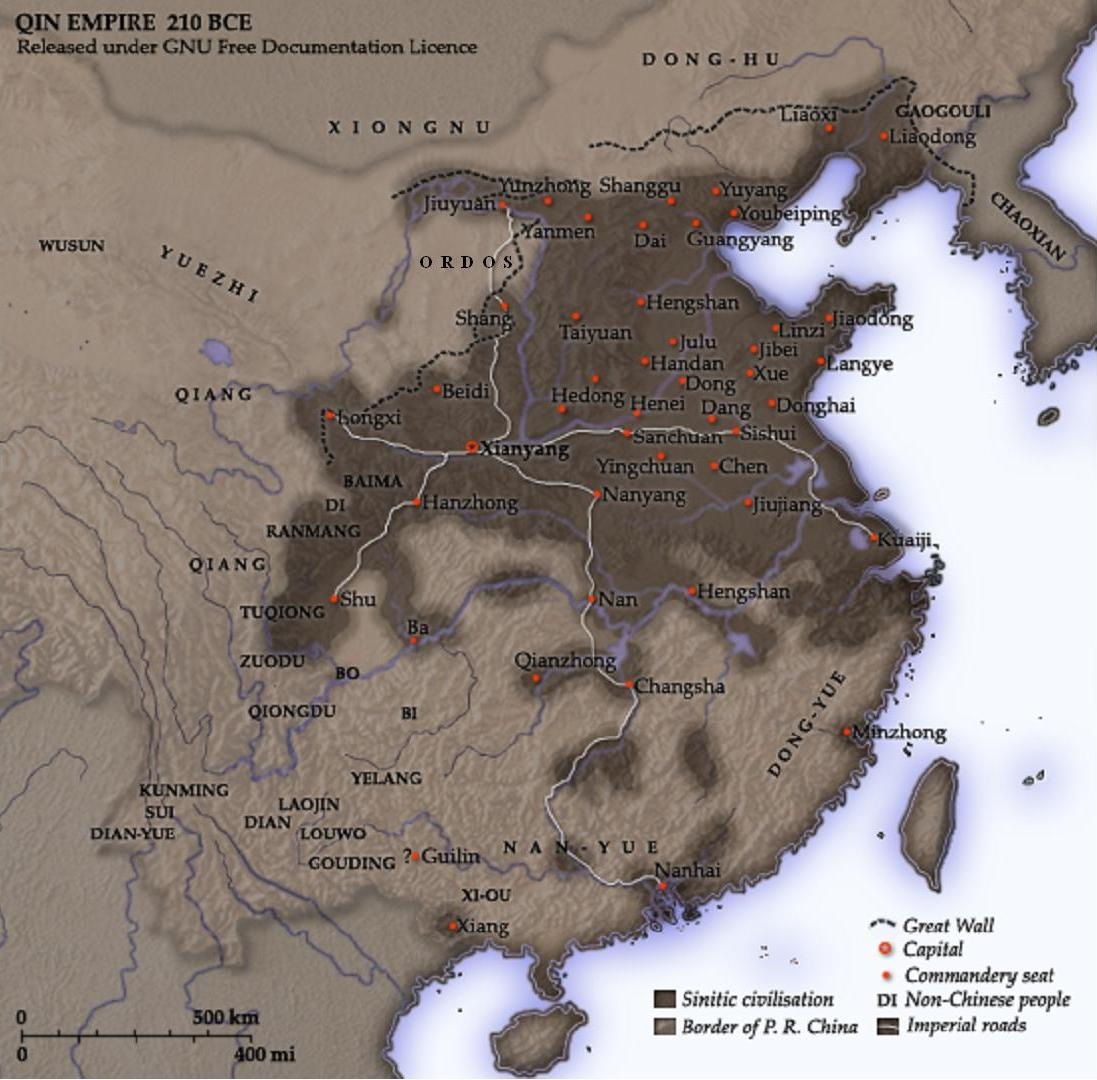
Das Ordos-Volk siedelte in unmittelbarer Nachbarschaft zum Qin-Imperium, östlich der Yuezhi im dritten Jahrhundert vor unserer Zeitrechnung

Das eigentliche Ordos-Volk ist für die Region des Ordos-Plateau vom 6. bis zum 2. vorchristlichen Jahrhundert nachgewiesen. Seine Vorgängerbevölkerung ist unbekannt, vermutlich waren dies Mongolen.
Skelettreste aus dem Taohongbala-Grab wurden zwischen das 6. und 7. Jahrhundert vor unserer Zeitrechnung datiert. Gewöhnlich werden sie mit der Xiongnu-Bronze-Kultur identifiziert. Auch sie zeigen deutliche mongolische Züge. 1979 wurde in Hulusitai, in der Nähe von Bayan Nur, ein ähnlicher Grabtypus entdeckt, der in das 5. bis 4. Jahrhundert v. Chr. datiert werden konnte. Bei der Bevölkerung, auf die dieser Typus zurückgeht, dürfte es sich um die einzige Xiongnu-Kultur handeln, die am Nordhang des Yinshan siedelte. An dieser Stätte wurden zahlreiche Bronzeartefakte, Keramik sowie Überreste von 27 Pferdeskeletten gefunden.
Eine weitere Ausgrabung bei Guaxianyaozi untersuchte 1983 31 Gräber aus dem 6. bis 5. Jahrhundert v. Chr. Auch sie wies deutliche nordmongolische Merkmale nach, die nach Süden hin zunahmen. In Maoqinggou und Yinniugou konnten in 117 Gräbern Skelettüberreste von Ost- und Nordmongolen aus dem 7. Jh. gefunden werden. Grabbeigaben in Form von Waffen ähnelten dabei dem chinesischen Stil.
Darstellungen des Ordos-Volkes finden sich zahlreich in archäologischen Funden von Baotou (M63:22, M63:23, M84:5), Etuoke (M1, M6), Xihaokou (M3), unter Woertuhao (M3:1) und Mengjialiang. Sie neigen dazu, dieses Volk mit glattem Haar darzustellen.

## Saken und Skythen

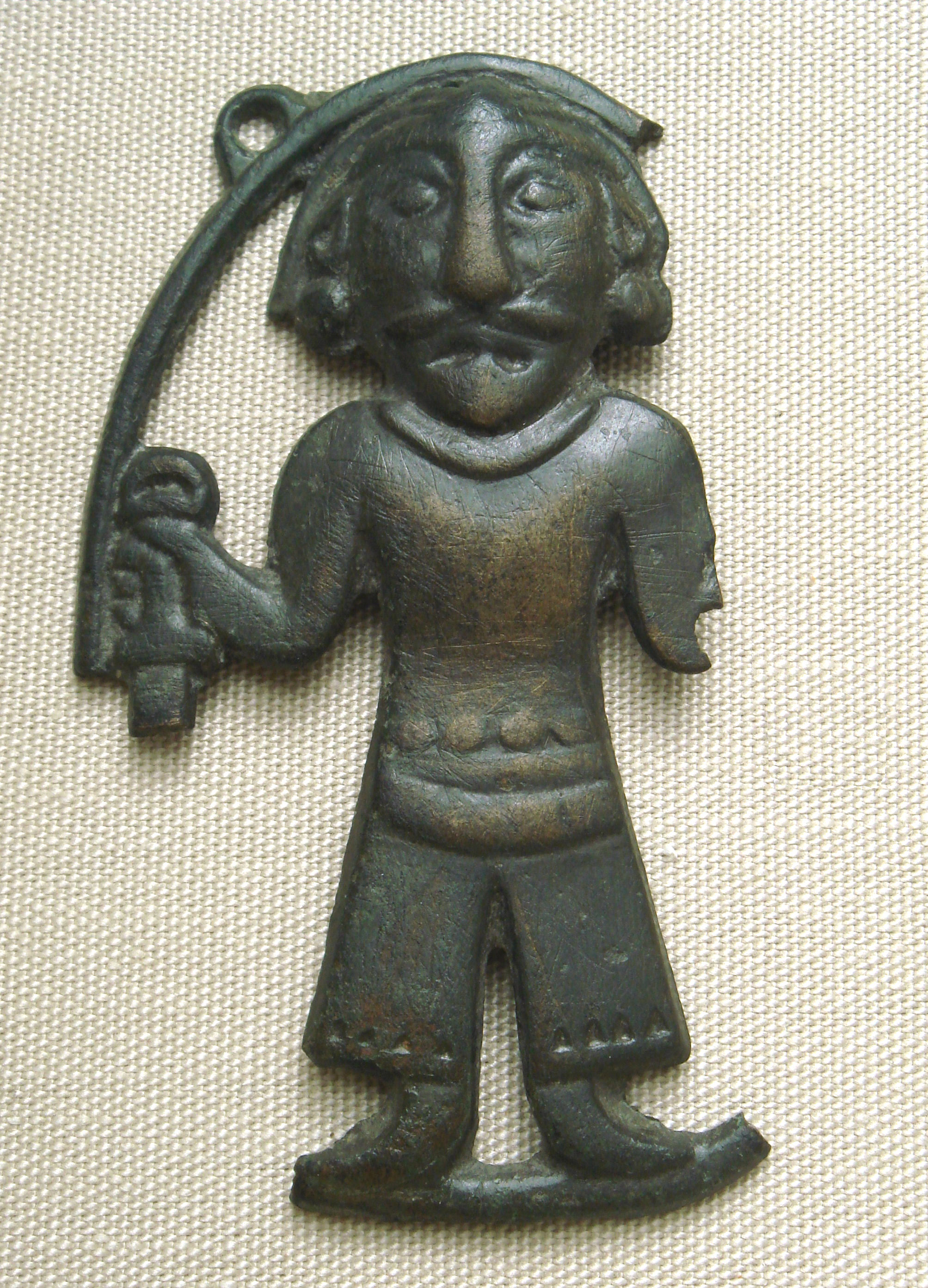
Bronzestatuette eines Mannes, Ordos, 3-1. Jh. v. Chr., British Museum

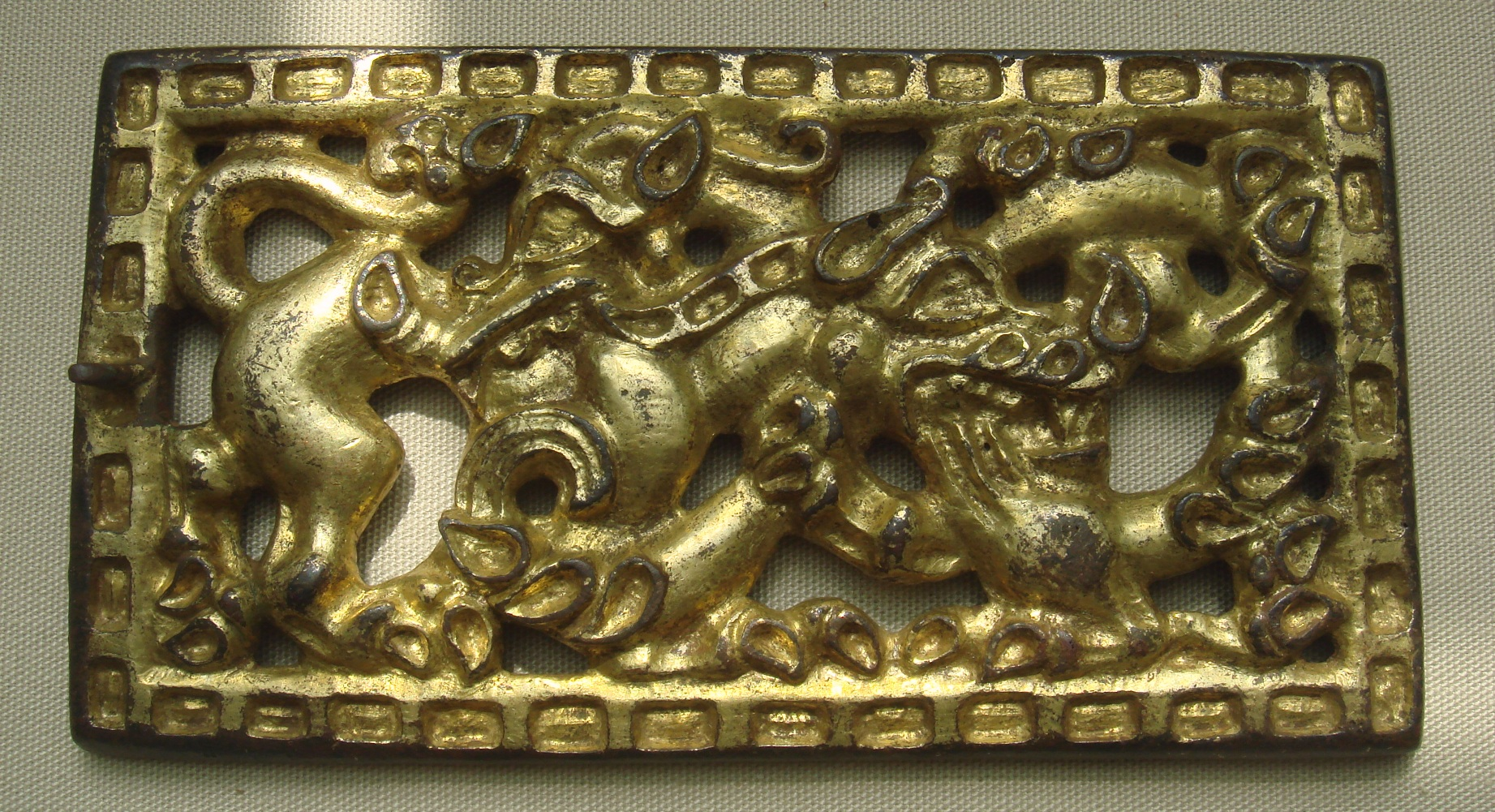
Gürtelschnalle, Ordos, 3-1. Jh. v. Chr.

Vom 6. bis zum 2. vorchristlichen Jahrhundert war die Region von Reiternomaden besiedelt, die später von den Xiongnu vertrieben wurden. Laut Lebedynsky, dürfte es sich dabei um das am östlichsten siedelnde Volk der Skythen gehandelt haben, das hier in direkter Nachbarschaft zu den Yuezhi lebte, welche vor allem für ihre Skelettüberreste und Artefakte bekannt sind. So zeige dieses Volk in archäologischen Funden eher europäische Merkmale und sei deshalb den Skythen zuzurechnen. Auch die Waffen, die in Gräbern in der gesamten Steppe gefunden wurden, haben viele Gemeinsamkeiten mit denen der Skythen, speziell denen der Saka. Ferner produzierten die Ordos Gürtelschnallen, Zaumzeug und Waffen mit Tierbildern (häufig in Schlachtszenen). Sie sind in ihrem „Tier-Stil“ den nomadischen Traditionen (wie jener der Skythen) verwandt, die von zentralasiatischen Funden repräsentiert werden.
Häufige Berührungen mit der Vor-Han- und Han-Bevölkerung in dieser Periode führten zu zahlreichen Kriegen. Ihr damaliges Territorium wird direkt nördlich der großen chinesischen Mauer und im südlichen Bett der nördlichsten Schleife des gelben Flusses lokalisiert.

## Beziehungen
Die östlichen Nachbarn der Ordos könnten identisch mit den Yuezhi gewesen sein, die, nachdem sie von den Xiongnu besiegt worden waren, in das südliche Asien wanderten, um dort Kuschana zu begründen. Diese waren auch mit anderen nomadischen Stämmen im Osten verwandt, den Donghu (東胡), die mit ihnen zwar eine ähnliche „Steppenkunst“ teilten, anscheinend jedoch Mongolen waren. Sie waren möglicherweise auch mit den Di (Chinesisch:氐 ; „Westliche Barbaren“) verwandt, die in chinesischen Annalen erwähnt werden.
Die Ordosregion war der Ort, wo die legendären Anfänge der Turkvölker lokalisiert werden.

## Eroberung durch die Xiongnu
In chinesischen Aufzeichnungen erscheinen die Xiongnu im Ordos erstmals in den Werken Yizhoushu und Shanhaijing während der Zeit der Streitenden Reiche, bevor die Region von Qin und Zhao erobert wurde. Man nimmt allgemein an, dass der Ordos ihr Ursprungsland ist, obwohl unklar ist, wann genau die Region erobert wurde. Dies könnte jedoch, laut einiger archäologischer Funde, viel früher gewesen sein, als traditionell angenommen wird.
Als die Xiongnu sich unter ihrem Anführer Modun um 160 v. Chr. nach Süden in das Yuezhi Territorium ausbreiteten, besiegten diese wiederum die Sakas und drängten sie zurück an den Issyk Kul. Wahrscheinlich eroberten sie in dieser Periode auch die Ordos-Region, wo sie in direkten Kontakt mit den Chinesen kamen. Von dort aus unternahmen sie zahlreiche verheerende Angriffe auf das chinesische Territorium (167, 158, 142 und 129 v. Chr.).
Die Han-Dynastie begann im 2. vorchristlichen Jahrhundert unter Kaiser Han Wudi, die Xiongnu zu bekämpfen, und besiedelte die Region der Ordos unter der Kommandantur Shuofang 127 v. Chr. Zuvor waren bereits von Qin und Zhao Kommandanturen eingerichtet worden, bis diese 209 v. Chr. von den Xiongnu überrannt wurden.

## Artefakte
Wichtige Artefakte der Ordos sind in der „Asian Gallery“ im British Museum zu sehen:

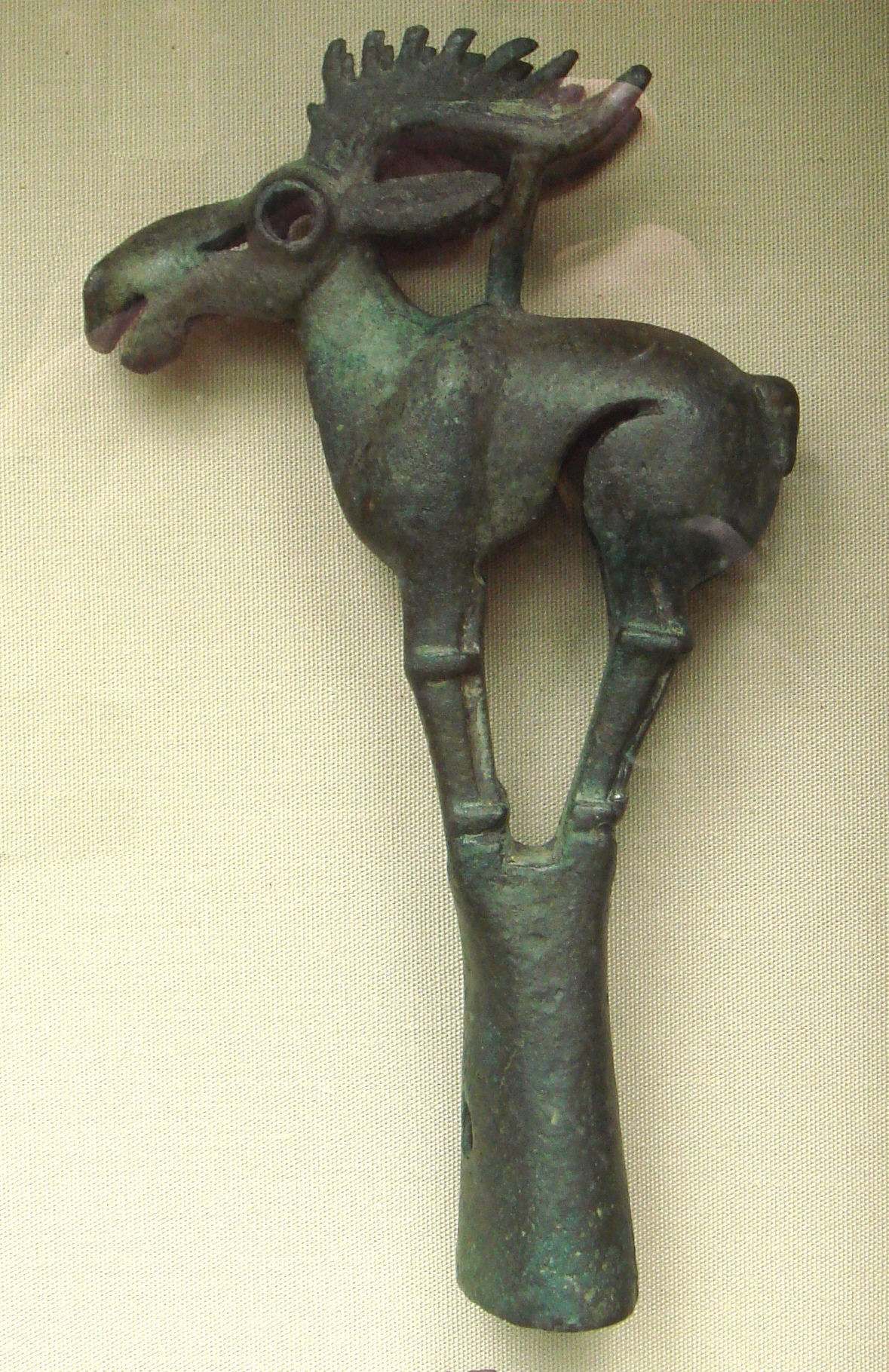
Bronzenes Stabende, Ordos, 5.–6. Jh. v. Chr.
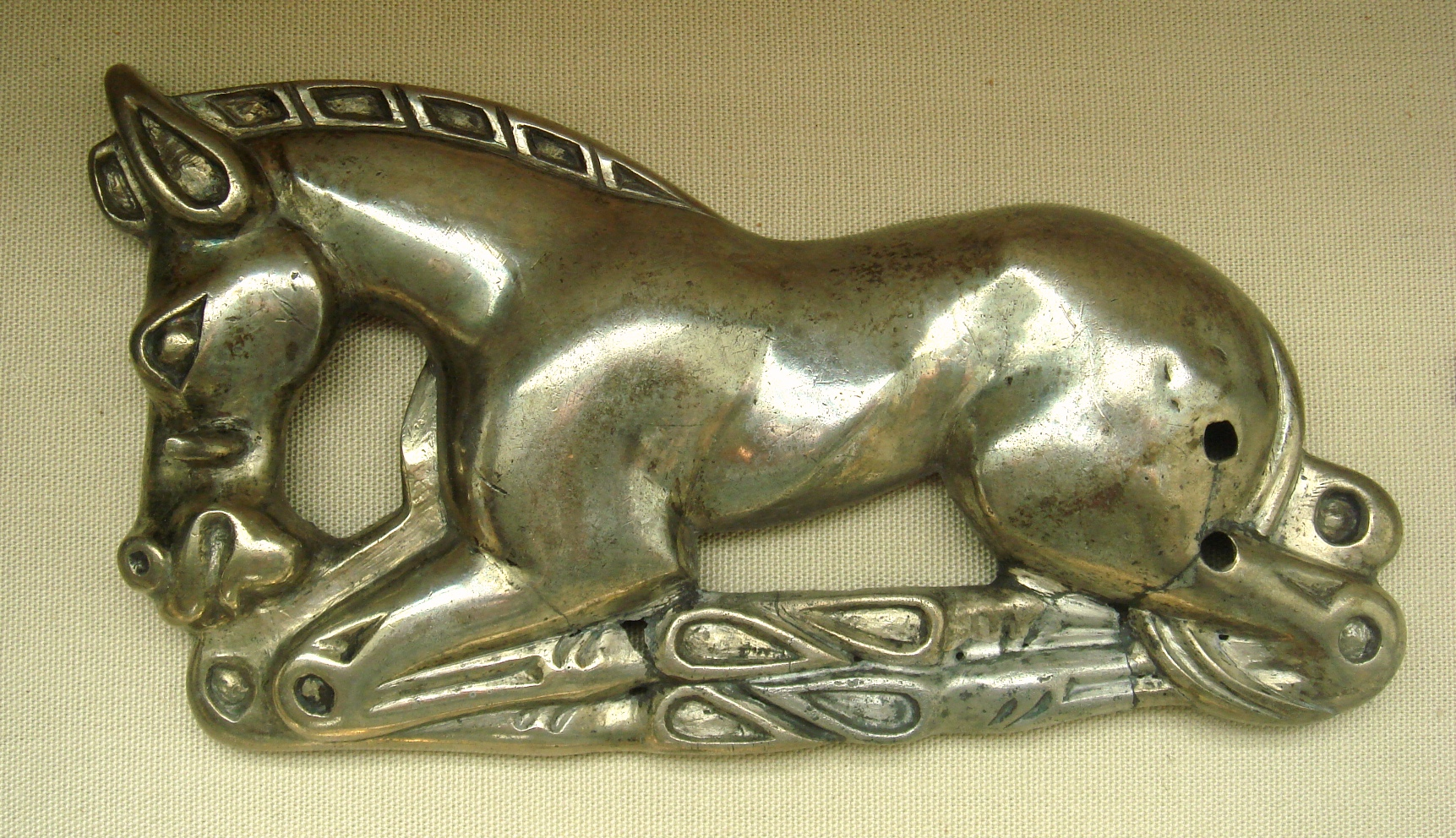
Silbernes Pferd, Ordos, 4.–1. Jh. v. Chr.
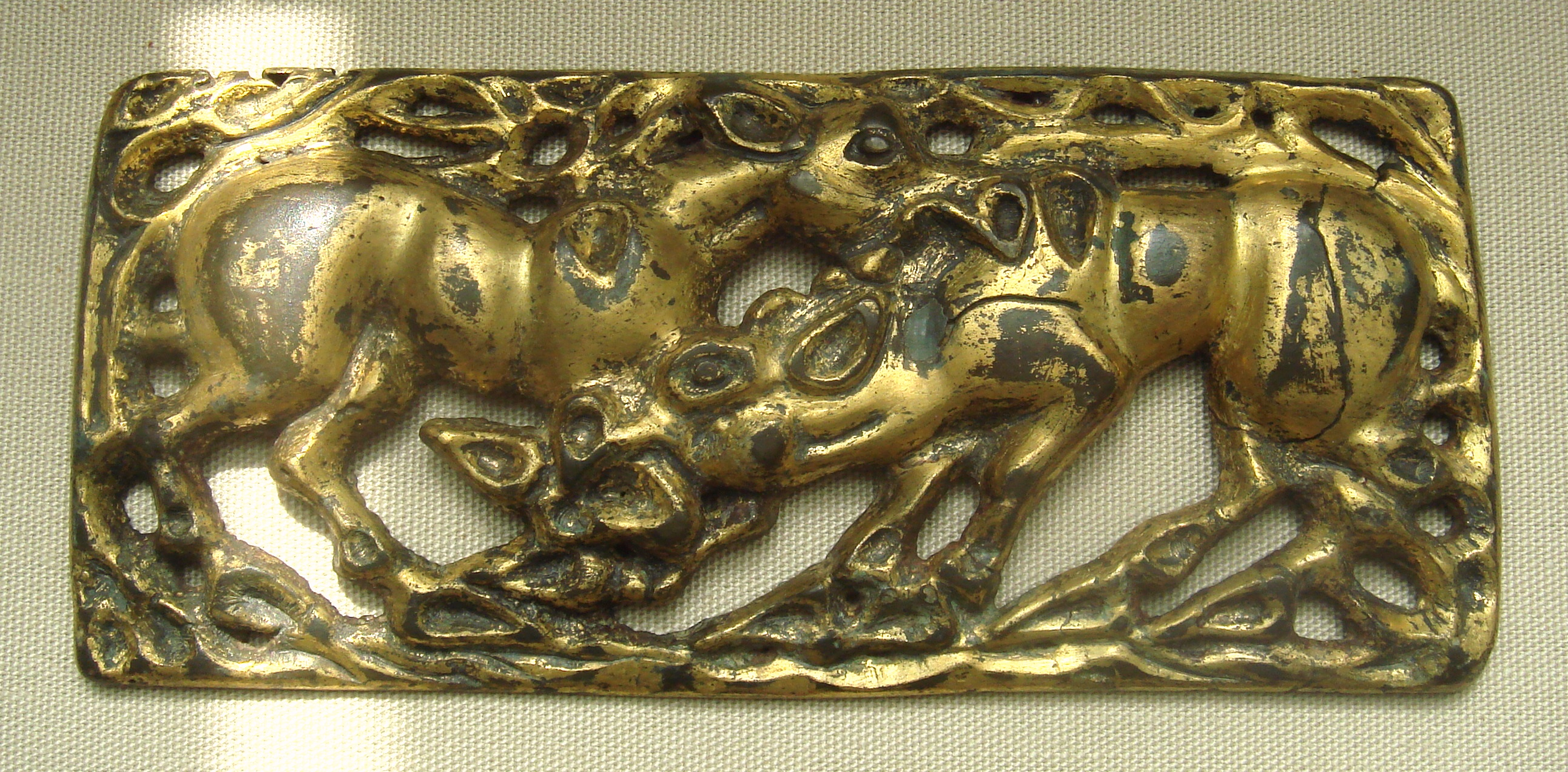
Gürtelschnalle, Ordos, 3.–1. Jh. v. Chr.
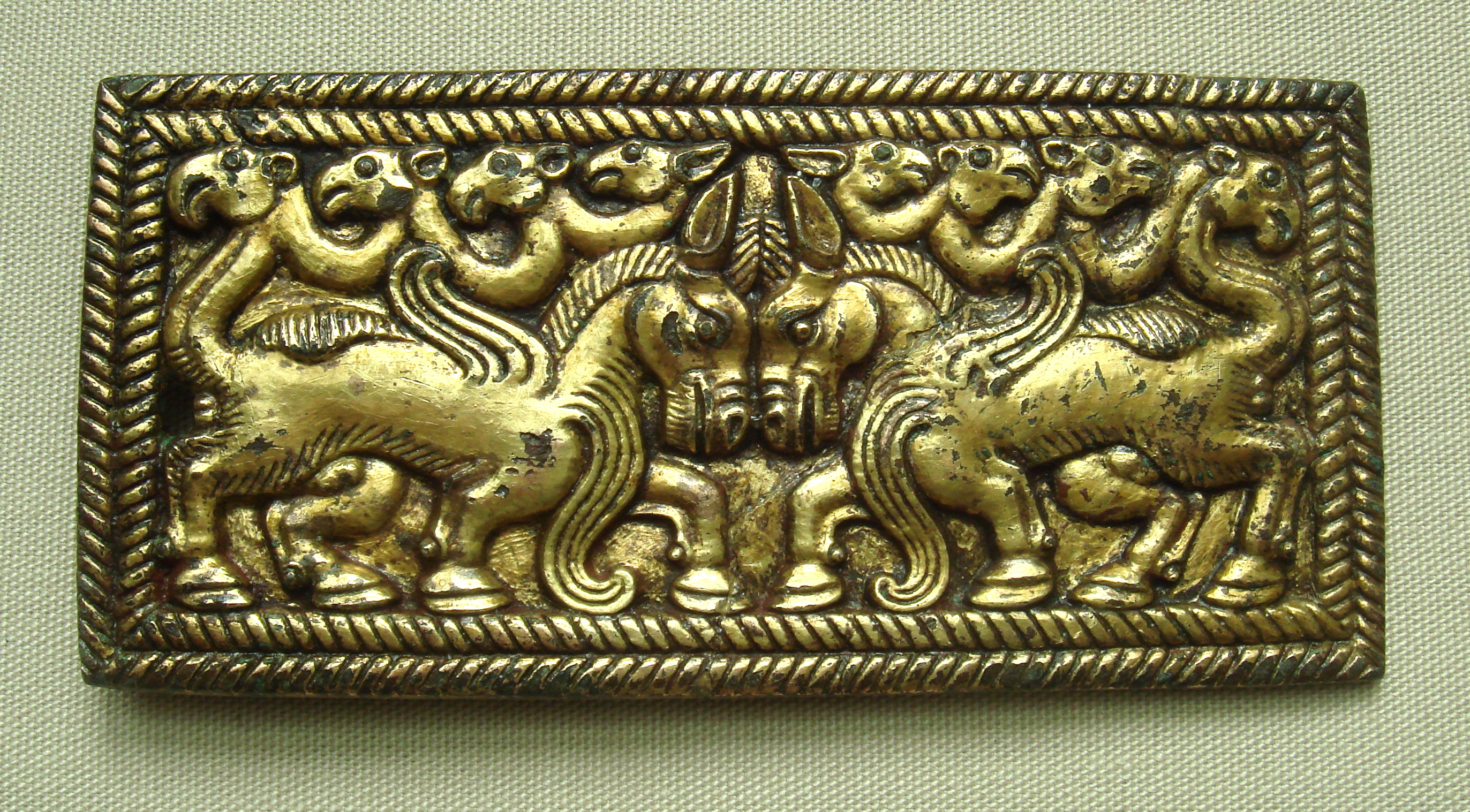
Gürtelschnalle, Ordos, 3.–1. Jh. v. Chr.
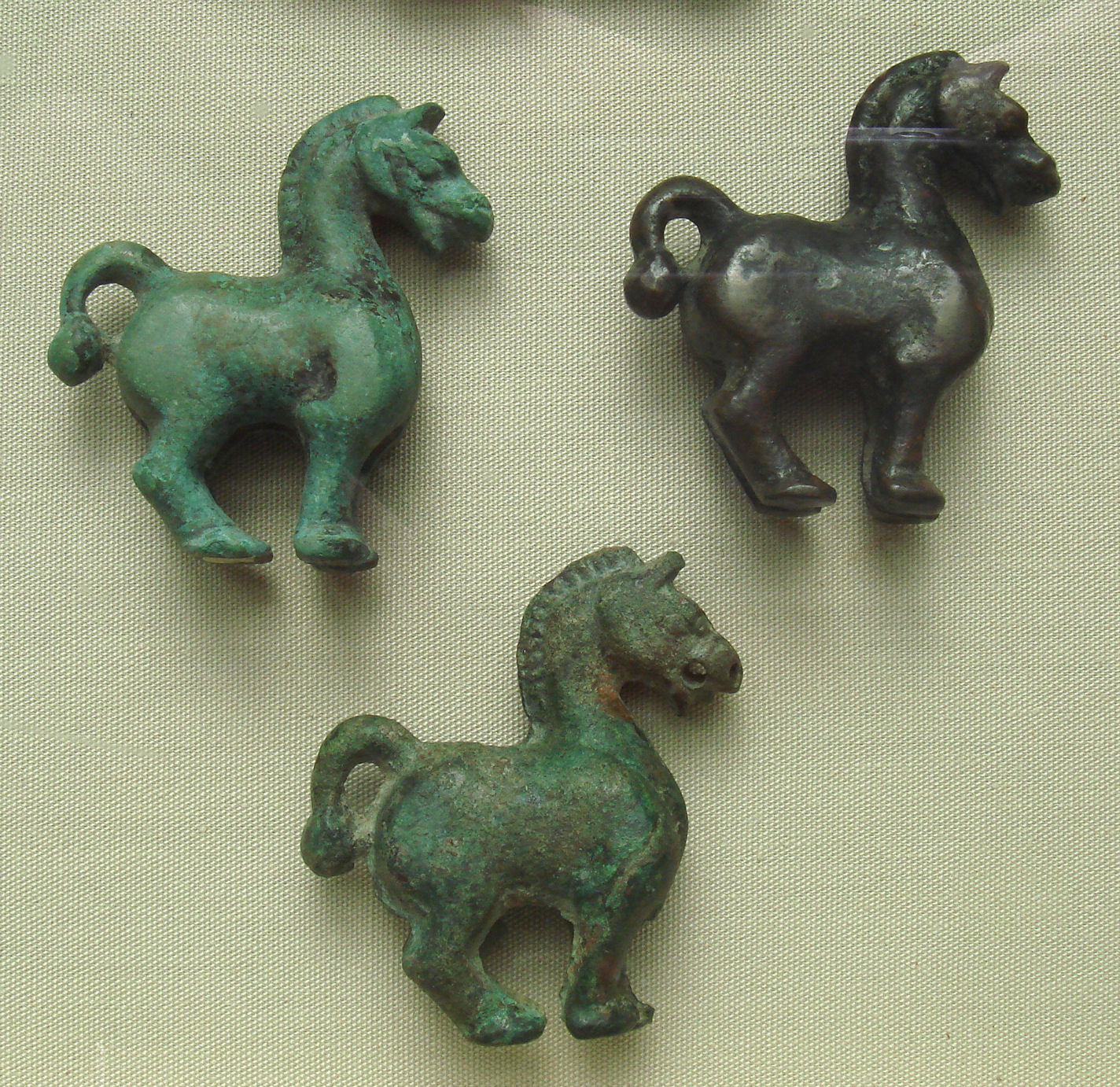
Bronzene Pferde, Ordos, 5.–3. Jh. v. Chr.
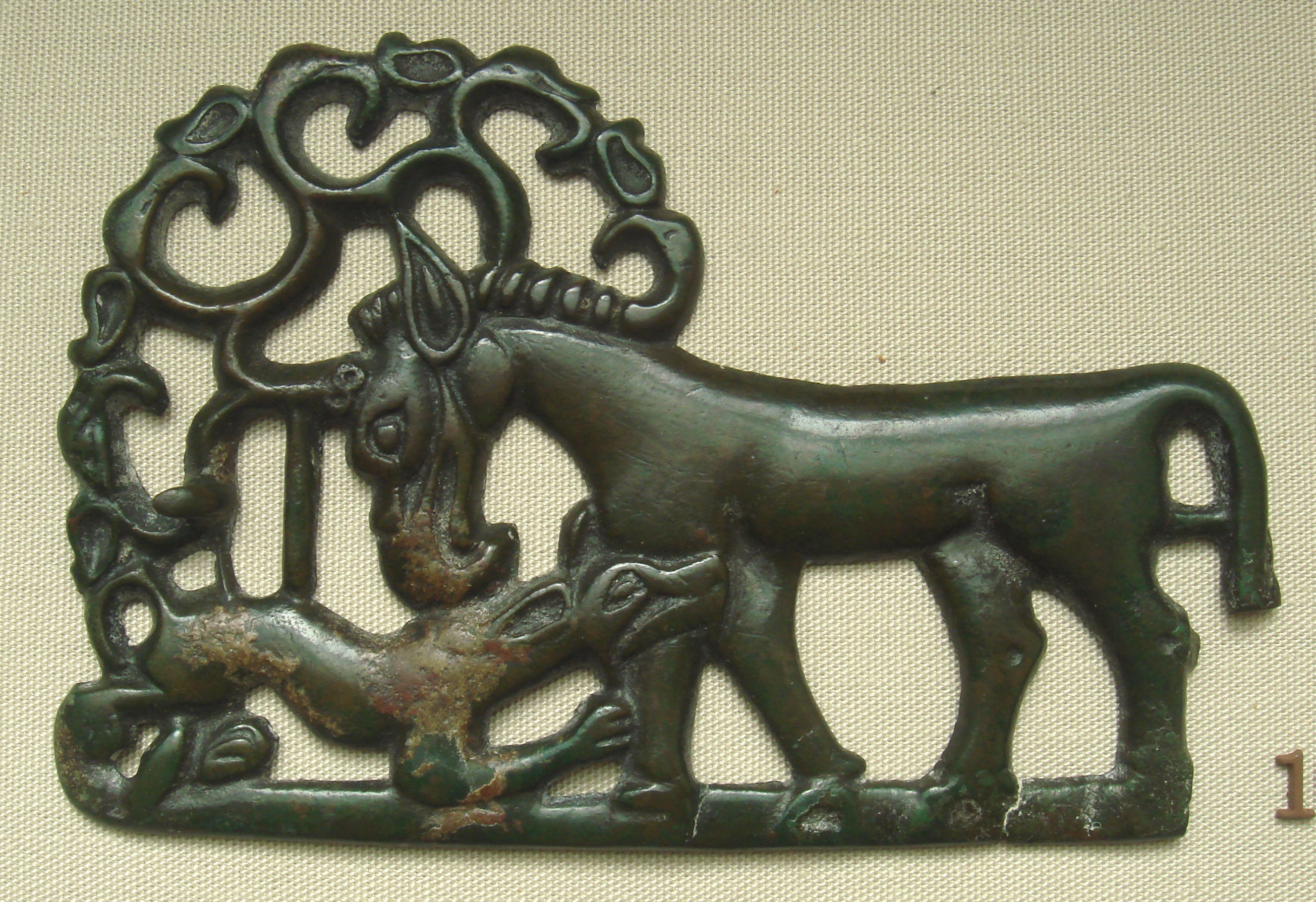
Pferd wird von Tiger angegriffen, Ordos, 4.–1. Jh. v. Chr.

## Belege